# Joseph Ashbrook
Joseph Ashbrook (ur. 4 kwietnia 1918 w Filadelfii, zm. 4 sierpnia 1980 w Weston) – amerykański astronom.

## Życiorys
W 1947 otrzymał doktorat na Uniwersytecie Harvarda. Początkowo wykładał na Uniwersytecie Yale (1946–1950) i Uniwersytecie Harvarda (1950–1953), jednak ze względu na trudności w wysławianiu się porzucił pracę wykładowcy i w 1953 zatrudnił się w redakcji czasopisma „Sky & Telescope”, gdzie pracował do śmierci. Od 1936 był członkiem American Association of Variable Star Observers. W 1948 został współodkrywcą komety okresowej 47P/Ashbrook-Jackson.
Na jego cześć nazwano planetoidę (2157) Ashbrook oraz krater księżycowy.